# 부인과
부인과학(영어: gynaecology 또는 영어: gynecology) 또는 부인과(婦人科)는 여성 질환, 특히 여성 생식 기관 질환을 치료하는 의학 분야이다. 종종 임신과 출산에 초점을 맞춘 산과 분야와 짝을 이루어 산부인과(OB-GYN)의 결합된 분야를 구성한다.

## 같이 보기
- 남성의학과
- 비뇨기과
- 산과
- 산부인과